# Ahmad Lozi
Ahmad Lozi (en arabe : أحمد اللوزي), né en 1925 et mort le 18 novembre 2014, est un homme politique jordanien. Il fut premier ministre entre 1971 et 1973.